# Степан Малый
Степан Малый, Стефан Малый, также лже-Пётр Фёдорович (серб. Шћепан Мали, настоящее имя неизвестно, ? — 1773) — самозванец неизвестного происхождения, выдававший себя за императора всероссийского Петра III. Царь Черногории, успешно боровшийся с турецкой и венецианской экспансиями. Провел судебную реформу, отделил церковь от государства. Убит в результате турецкого заговора в 1773 году.

## Черногория к середине XVIII века
В конце XV века территория Черногории была завоевана Османской империей, а приморские области отошли под власть Венецианской республики. Однако в горных областях, прежде всего в районе горы Ловчен, зависимость от турок оставалась слабой, местное скотоводческое население сохраняло определённые налоговые льготы, а классическая турецкая военно-ленная система не сложилась. Фактически власть принадлежала местным воеводам и старейшинам. С XVII века особое значение приобрел пост Цетинского митрополита, который стал центром сопротивления турецкой исламизации и венецианской католицизации и ядром сплочения черногорских племён.
В социальном плане на территории Черногории господствовали патриархальные отношения, основой общественной и хозяйственной организации оставались кровнородственные братства — задруги, сохранялся институт кровной мести. В начале XVIII века под руководством митрополита Данилы черногорские племена развернули активную борьбу за освобождение от турецкой власти и национальное объединение. Были установлены дипломатические отношения с Россией, начался приток денежных субсидий из Петербурга, создан единый судебный орган для всех племён, сформированы вооружённые силы.
В 1712 году в сражении у Царева Лаза черногорцы нанесли тяжёлое поражение туркам. Одновременно укреплялись связи с Венецией. Под давлением республики был учреждён пост гувернадура — главы светской власти в Черногории, финансируемый венецианцами, резиденцией которого стал венецианский Котор. Однако в 1718 году под власть республики окончательно перешли все приморские территории Черногории, что полностью отрезало страну от внешнего мира. Влияние Венеции особенно усилилось при митрополите Савве (1735—1781, с перерывами), в начале правления которого значительно ослабла центральная власть, а черногорцы потерпели ряд поражений в войне с турками в 1736—1739 гг. В 1750 г. к власти пришёл митрополит Василий, который ориентировался на Россию и пытался создать единые общечерногорские органы власти. Василий, однако, в 1766 году скончался во время очередной поездки в Петербург.

## Появление
В 1766 году в Черногории появился Степан Малый. Его происхождение неизвестно. Сам Степан постоянно менял версии своего происхождения, называя себя то крестьянином из Далмации, черногорцем, то «дезертиром из Лики». Говорил в другой раз, что родом из Австрии или Герцеговины. Патриарху Василию рассказывал, что родился в Требине, «месте, лежащем на Востоке», а русскому послу Ю. В. Долгорукову предоставил на выбор три версии — Раичевич из Далмации, турок из Боснии и, наконец, грек из Янины. Известно, что он говорил как на родном языке по-сербохорватски, и достаточно хорошо по-французски, по-итальянски, по-турецки, некоторые исследователи предполагают, что он понимал и русский язык.
Портретов самозванца не сохранилось, но в документах есть его словесное описание:

Лицо продолговатое, маленький рот, толстый подбородок… блестящие глаза с изогнутыми дугой бровями. Длинные, по-турецки, волосы каштанового цвета… Среднего роста, худощав, белый цвет лица, бороды не носит, а только маленькие усики… На лице следы оспы… Его лицо белое и длинное, глаза маленькие, серые, запавшие, нос длинный и тонкий… Голос тонкий, похож на женский…

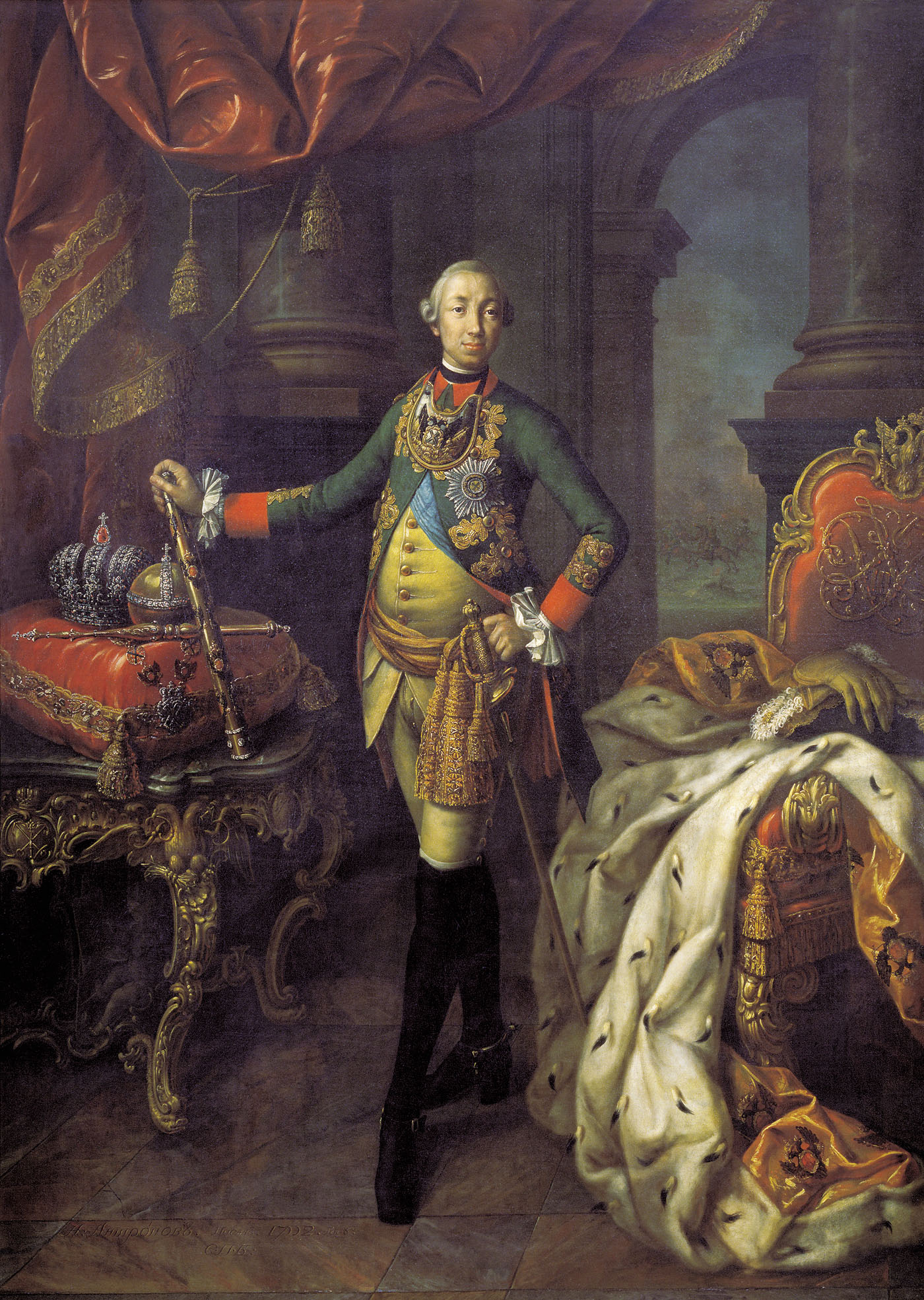
Петр III Федорович. С прижизненного портрета

Источники указывают, что ему было в то время на вид 35-38 лет.
Исследователи спорят над этимологией самого прозвища — «Степан Малый». Обычно полагают, что идет оно от подписи самозванца, оставшейся на документах того времени: «Степан, малый с малыми, добрый с добрыми, злой со злыми». Однако, существует альтернативная версия, что прозвище это не более, чем славянский перевод имени Стефано Пикколо, итальянца-знахаря.
Так или иначе, Степан появился в январе 1766 года в сельской общине Маини близ Будвы на Адриатическом побережье и нанялся батраком в имение зажиточного крестьянина по имени Вук Маркович. Рассказывают, что чужак, называвший себя Степаном, был искусным знахарем, лечил вытяжкой из змеиного яда и травами, причем — что неожиданно для этой профессии — брал деньги только после полного выздоровления пациента, а заодно вел с приходившими к нему людьми непривычные и потому удивительные беседы о необходимости прекратить вражду и объединить черногорцев против общего врага. Рассказывают, что весной того же года он сумел вылечить хозяина — Вука Марковича от тяжелой болезни и тот стал относиться к своему работнику с почтением и почти родственной привязанностью.
Слухи о том, что Пётр III не умер, как было официально заявлено, в Ропшинском дворце, а сумел бежать и скрывается в народе — ходили не только в России. Как бывало уже не раз, срабатывало «правило Эйдельмана»: император, убитый в начале правления, превращается в народной памяти в «доброго императора», который, конечно же, вернется в самый трудный момент, чтобы спасти свой народ от разорения и гибели.
В Сербии и Черногории, для которых Россия привычно воспринималась как «старшая православная страна», откуда издавна ждали помощи против венецианцев и турок, легенда трансформировалась следующим образом: бежавший от происков Екатерины и её любовника, император скрывается за границей, в одной из православных стран. Неудивительно потому, что в атмосфере всеобщего ожидания и надежд любой нетривиальный человек привлекал к себе напряженное внимание. Так случилось и со Степаном.

## Узнавание
Считается, что первым «узнал» в нём русского царя капитан Марко Танович, находившийся в Петербурге на военной службе и в числе спутников митрополита Василия Петровича в 1753—1759 годах и видевший Петра. То же подтвердил архимандрит Феодосий Мркоевич и иеромонах Иосиф Вукичевич, также бывавшие в России вместе с митрополитом Василием.
Возможно, «узнаванию» способствовал сам Степан, сохранились сведения, будто он передал проходившему мимо солдату письмо для венецианского генерального проведитора в городе Котор А. Реньера или самого венецианского дожа, уведомлявшее, что в Черногории надо готовиться к приему «свет-императора». Окончательно все сомнения отпали, когда в приморском монастыре Подмаине был найден портрет Петра.
Заключение сравнивавших портрет Петра III и лицо Степана было однозначным:

«Кто бы он ни был, его физиономия весьма сходна с физиономией русского императора Петра Третьего…»

Слухи о Стефане продолжали шириться и расти. Не прошло и месяца, как его признали царем — причем не только российским, но и черногорским все окрестные селения, с ним беседовали местные старшины, которых он поразил своим требованием дать отчет о том, что сталось с присланными Петром I золотыми медалями. Считается, что ему подчинился (по крайней мере внешне) сам правитель Черногории Владыка Савва.
В конечном итоге, вопрос о самозванце был поставлен перед скупщиной, составлявшей в то время 7 тыс. человек. Решение было практически единогласным — к Стефану отправлялась делегация с просьбой принять верховную власть.
Реакция самозванца была неожиданной, 2 ноября 1767 года, когда к нему явились черногорские старшины, он разорвал грамоту, и заявил, что не примет власти, пока в стране будут продолжаться междоусобные распри. Требование это произвело соответствующее впечатление, но самое удивительное — ему подчинились.
«Наконец Бог дал нам… самого Степана Малого, который умиротворил всю землю от Требинья до Бара без веревки, без галеры, без топора и без тюрьмы» — писал о нём один из старейшин.
В это время, уже как царь, Степан Малый объезжает всю страну и везде народ приветствует его с воодушевлением. В это время он открыто объявляет себя императором российским Петром III, но настаивает, чтобы на государственной печати было вырезано имя «Стефан», под которым он и останется в истории.
Турки пока не придают значения смене власти в подчиненной стране, венецианцы предпочитают выжидательную политику. Проведитор пишет в это время дожу: «Благоразумие не позволяет мне прибегнуть к решительным мерам, чтобы не возбудить открытого сопротивления…»

## Внутренняя политика
Удивительно, что Степан Малый в самом деле оказался умным и достаточно дельным политическим деятелем. В первый период своего сравнительно недолгого правления он полностью посвятил искоренению межплеменной розни. Также суровые наказания полагались за разбой, насильственный увоз женщин, убийство, воровство и угон скота. Был создан специальный суд из 12 человек, который должен был раз и навсегда упорядочить систему ведения судебного разбора.
Была проведена перепись населения, выполнялась она священником и пятью старшинами, данными ему в помощь. По результатам переписи, в стране проживало в это время 70 тыс. человек.
Для укрепления собственного положения (так как Владыка Савва и преданное ему духовенство, понимая, что власть ускользает из рук, начали подспудную борьбу против самозванца), отделил церковь от государства.
Иными словами, он твердо взял курс на превращение патриархальной, средневековой по своему устройству Черногории, в сильное государство Нового времени.
Популярность Степана все возрастала. Еще долгое время после его гибели народ помнил установившуюся на дорогах безопасность — долгое время среди черногорцев жил рассказ о том, как Стефан оставил на распутье горных дорог украшенный серебром пистолет и десяток золотых монет, и все это несколько месяцев лежало нетронутым, пока Стефан не взял их обратно…
Русский посол в Константинополе А. М. Обресков, внимательно следивший за событиями в Черногории доносил Екатерине:
«Прекратил между славянским народом разных званий издревле бывшие между ними вражды».
Ему вторил митрополит Савва, несмотря на враждебное отношение, отдававший должное политической гибкости и уму своего противника:
«Начал между народом черногорским великое благополучие чинить и такой мир и согласие, что у нас еще никогда не было».
Сам Степан уведомлял русского посланника в Вене:
«Черногорцы, примирясь между собой, простили один другому все обиды».

## Внешняя политика
Стоит напомнить, что время правления Степана не было ни спокойным, ни мирным. Черногория была большей частью покорена турками, против которых шла нескончаемая партизанская война, венецианцы, пытаясь использовать страну как буфер между собой и Оттоманской империей, в то же время не оставляли надежд прибрать её к рукам.
В основу своей внешней политики Степан положил твердое сохранение мира с соседями — его расчет был понятен: дать стране время подняться и окрепнуть для будущей борьбы. Но это было понятно и туркам и венецианцам, которых такой вариант развития событий, ясное дело, устроить не мог.
Трудно было сдерживать и нетерпение самих черногорцев, рвавшихся в открытый бой. Десять черногорских племен Брды, то есть восточной Черногории, находившихся под турецким владычеством, восстали и отказались выплачивать дань завоевателям. На имя самозванца приходили письма, в которых выражалась готовность «пролить кровь в царскую славу».
Славянские племена, подчиненные Венеции, тоже симпатизировали Степану, и Венеция опасалась повсеместного восстания в своих владениях на восточном побережье Адриатики. Венецианцы первыми решили устранить неугодного правителя, вначале обосновавшегося на территории контролируемого ими Приморья. Впрочем, венецианский дож не желал доводить дело до открытого столкновения, и вместо этого переслал приказ Совета Инквизиции которскому генеральному проведитору А. Реньеру:
«Прекратить жизнь иностранца, виновника происходящих в Черногории волнений» 
Вместе с письмом в Котор были отправлены несколько флаконов с ядом и отравленный шоколад. Будущему «исполнителю» обещалась защита, убежище в Венеции и награда в 200 дукатов. Однако же, нанятые венецианцами лекарь и греческий священник не смогли добраться до Степана. Сам он изо всех сил пытался сохранить подобие соседских отношений с Венецианской республикой.
«Вижу, что готовите войска для того, чтобы опустошить три общины (Маини, Побори и Браичи), которые никому не причинили зла… Прошу не губить людей ради меня и оставить меня в покое».
 — писал он дожу. Конечно же, на это письмо не обратили внимания.

Султана он убеждал, что 
«(…)Было бы грешно проливать столько невинной крови как турок, так и черногорцев, и хорошо, что мы живем в мире.»
соглашался платить дань и выдать заложников. Но результат был столь же неутешителен.
Венецианское вторжение началось высадкой 4-тысячного отряда, который двинулся на Маини, где ему противостоял отряд в количестве 300 человек. Степан в это время был во внутренней Черногории, готовился к войне с турками. Страна оказалась полностью блокирована с моря, но несмотря на первые неудачи, старейшины остались верны своему царю. Ответ их венецианскому проведитору был кратким и емким. Степан в нем назывался
…человеком из царства Московского, которому мы обязаны везде до последней капли крови служить, будучи объединенными одной верой и законом, и язык у нас один. Все мы умрем, но от Московского царства отойти не можем.
В ответ на это, венецианские карательные войска в октябре того же года жестоко расправились с населением приморских деревень.
Следующий удар нанесли турки. В январе 1768 года в Боснии и Албании стали собираться войска в количестве около 50 тыс. человек, планировавшие двинуться навстречу друг другу. Чтобы не допустить этого, путь северной турецкой армии преградил 1,5-2-тысячный отряд под предводительством самого Стефана Малого, устроившего горное укрепление над долиной реки Зеты в районе монастыря Острог. В получасовой битве турки разбили отряд, сам Стефан успел спастись, но был вынужден скрываться, и затем 9 месяцев жил в одном из горных монастырей. В дальнейшем, однако, война стала приобретать неблагоприятный для османов характер, и 25 сентября того же года южная  армия турок после ряда успехов попала под проливной дождь и наводнение, лишилась пороха и припасов, и отступила обратно. Вслед за тем началась русско-турецкая война, и чтобы избежать распыления сил, султан приказал вывести войска из Черногории, удовлетворившись внешним выражением покорности черногорцев.

## Оппозиция
Первым против самозванца ополчился митрополит Савва, почувствовавший, что с ростом популярности и народной любви к Степану Малому, власть начинает ускользать из рук. В первую очередь, пытаясь заручиться помощью России, он писал А. М. Обрескову, русскому посланнику в Константинополе, спрашивая у него, действительно ли Петру III удалось остаться в живых. Ответ Обрескова был отличным образцом дипломатического стиля.
«Удивляюсь, что ваше преосвященство… впали в равное с… вашим народом заблуждение» — написал он в ответ.
Укрепившись таким образом в своих подозрениях, Савва разослал копии этого письма черногорским старейшинам, и потребовал суда над самозванцем. В этой критической ситуации, Степан Малый вновь проявил недюжинный ум и изворотливость, которые позволили ему до самого конца оставаться «царем Черногории». Вызванный в феврале 1768 года на сходку старейшин, в монастыре Станевичи, сходку, должную решить его судьбу, самозванец публично обвинил митрополита в служении интересам Венеции, спекуляции землей и присвоении денег и ценностей, присланных ему из Петербурга. Не давая своим недругам опомниться, он тут же предложил «в наказание» разделить имущество митрополита между членами сходки. Подобный призыв, конечно же, не остался без ответа, дом митрополита был разграблен, его стада угнаны прочь, сам он вместе с родней взят под стражу, а ближайшим советником Стефана стал бежавший в Черногорию последний сербский печский патриарх Василий Бркич, немедля призвавший черногорцев «почитать Стефана как русского царя». Чтобы окончательно закрепить победу, самозванец 29 июня, в день Петра и Павла организовал церковное служение и крестный ход во славу Петра Великого и своего «сына и наследника» Павла.
Вторую попытку разоблачения самозванца сделал российский генерал Ю. В. Долгоруков, отправленный в Черногорию Екатериной II с целью поднять черногорцев на восстание и тем самым заставить османов разделить свои силы.
12 августа 1769 года вместе с эскортом из 17 человек, ста бочками свинца и пороха, он, с трудом преодолев горные перевалы, появился в монастыре Брчели, где встретился со Стефаном. Стефан спокойно общался с черногорцами и русскими, не называя себя русским царем, и Долгоруков решил не предпринимать против него никаких действий. Однако, когда князь отправился в главный Цетинский монастырь, он узнал, что Стефан в селах начал агитировать черногорцев в свою пользу. Приказ Долгорукова об аресте Стефана черногорцы не выполнили.
На многолюдной сходке 17 августа по инициативе князя патриарх Василий Бркич принародно объявил Стефана Малого «бродягой и обманщиком, возмутителем нации». Посчитав, что с самозванцем покончено, Долгоруков зачитал манифест Екатерины (а его переводчик повторил текст по-сербски), в котором народу Черногории предлагалось подняться на борьбу с турками и принести присягу на верность Екатерине II. Народ ответил приветственными криками, и после того, как была проведена присяга и целование креста, Долгоруков распорядился раздать черногорцам привезенные с собой 400 дукатов и распустить всех по домам.
На следующий день верхом, с саблей в руке, к монастырю подъехал Стефан и был встречен всеобщим ликованием. В самом деле, в глазах черногорцев присяга Екатерине отнюдь не противоречила верности её супругу и своему «царю».
Из сохранившихся документов непонятно, как Долгорукову удалось на небольшое время переломить настроение черногорцев и добиться того, что против самозванца поднялось возмущение, и его удалось обезоружить и заключить в тюрьму. Существует мнение, что не последнюю роль в этом сыграли деньги и авторитет русского генерала, предполагают также, что в толпу замешались люди, специально нанятые Долгоруковым.
Однако, торжествовать победу оказалось рано, вскоре отношения местного населения с русской делегацией стали портиться, черногорцы с разочарованием писали в Петербург, что генерал Долгоруков оказался «не таковым» как его хотели бы видеть. Чувствуя, что удержаться у власти без верных советников, хорошо знающих местную ситуацию долго не удастся, генерал, по слухам, ежедневно советуется со своим пленником. Опять же, Стефан Малый не теряется и в этой ситуации.
«Смотрите, — говорил он русским солдатам, стоявшим на часах возле его камеры, — сам Долгоруков признал меня царем, он поселил меня выше себя, на втором этаже, а сам поселился внизу».
Вскоре Долгоруков, осознав, что черногорцы на вторую войну за два года против турок не пойдут, и опасаясь за свою безопасность, решает покинуть Черногорию, и 24 октября русская миссия ночью тайно оставляет монастырь и уходит к морю, где её ждет специально нанятое судно. Генерала сопровождают 50 черногорцев, нанятых на русскую службу и Стефан Малый. Долгоруков вручает самозванцу патент русского офицера, дарит русский офицерский мундир и официально признает его правителем страны.
Едва распространяются слухи об отъезде русских, как цетинский воевода с полусотней людей врывается в монастырь, чтобы освободить Стефана, и, согласно источникам, приходит в отчаяние, обнаружив пустую камеру: «теперь мы пропали». После возвращения, власть самозванца стала непререкаемой. Впрочем, добрые отношения с Россией он сохранил и укрепил, существуют глухие намеки, что через Италию шли письма от самозванца в Петербург, а весной 1771 года от имени Стефана Малого к князю Орлову отправился монах Феодосий Мркоевич.

## Последние годы
После нескольких неудачных попыток, врагам все же удалось добраться до Стефана.
В 1770 г. во время прокладки Стефаном Малым дороги, возле него взорвался пороховой снаряд. Самозванец остался жив, но был изувечен и ослеп. Однако же он продолжал править Черногорией из своей резиденции — монастыря Брчели. Развязка наступила осенью 1773 года, когда подкупленный скадарским пашой грек по имени Станко Класомунья, вошедший в доверие Стефана, дождавшись, пока в монастыре останется мало людей, ночью убил потерявшего зрение и способность передвигаться Стефана, отрезав ему голову. Заявив служителям монастыря, что Стефан спит и не велел его беспокоить, грек вынес голову Стефана с собой в мешке и через Скадарское озеро бежал в Скадар, где и получил обещанную за убийство Стефана награду. Тело Стефана было похоронено в церкви Святого Николая в монастыре Дольние Брчели.

## Стефан Малый в литературе и кинематографе
Ни одна личность в истории Черногории не привлекала к себе столько внимания ученых и деятелей культуры, как Стефан Малый.
Помимо исторических исследований, о Стефане Малом писали художественные произведения:
Пётр II Петрович Негош посвятил ему поэтическую пьесу «Лажни цар Шћепан Мали» (1847, издано в 1851 г.)(в русском переводе 1988 г. «Самозванец Степан Малый»), которая, наряду с «Горским венцом», считается вершиной его творчества.
В произведении выдающийся черногорский поэт и правитель представил Степана Малого ловким, но недальновидным авантюристом.
Пьесу в стихах посвятил Стефану Малому и известный русский писатель Даниил Лукич Мордовцев, являющийся также автором первого исторического исследования о черногорском самозванце.
В своей пьесе «Степан Малый» Д. Л. Мордовцев показал главного героя как человека, мечтающего сперва занять российский престол, а потом, объединив под своей властью всех славян, выгнать турок из Европы.
Интересно, что в 1877 г. Д. Л. Мордовцев издал три свои пьесы, среди которых был и «Степан Малый», в отдельной книге под названием «Славянские драмы», но весь тираж было приказано уничтожить, так как цензоры обнаружили параллели между героями пьес и русскими эмигрантами А.И. Герценом и Н.П. Огарёвым, и сейчас эта книга одна из редчайших.
Первый полнометражный черногорский фильм, снятый осенью 1955 г. киностудией «Ловчен-фильм» под названием «Лжецарь» («Лажни цар», режиссёр Велимир Стоянович), тоже был посвящён Степану Малому.
Фильм в целом следует исторической канве событий, представляя главного героя как доброго и скромного человека, согласившегося выступить в роли Петра III из-за уговоров нескольких черногорцев.
В 1978 г. в Югославии, на киностудии Кроация филм был снят фильм «Човјек кога треба убити или Легенда о лажном цару Шћепану Малом» (Человек, которого нужно убить, или Легенда о самозванце Степане Малом) (Режиссёр Велько Булайич).
Фильм снят в сочетании реальных событий, фантастики и гротеска.
По сюжету фильма после убийства Петра III в России сатана решает отправить двойника Петра III, учителя адской школы для чертенят Фарфа, в Черногорию, чтобы он выдал себя за царя и после получил власть в России, утвердив тем самым преобладание на земле сатаны.
Однако Фарф, взяв себе имя Степан, хоть и действительно получил власть в Черногории, но всё больше стал становиться человеком, полюбив смертную девушку, и делать добро для народа, отказываясь возвращаться в ад. Сатана отправил к Степану двух агенток, в том числе его настоящую жену из ада, и добился убийства самозванца мстительным отцом его возлюбленной.
Фильм был выдвинут Югославией на получение «Оскара».